# 메주고리예의 성모

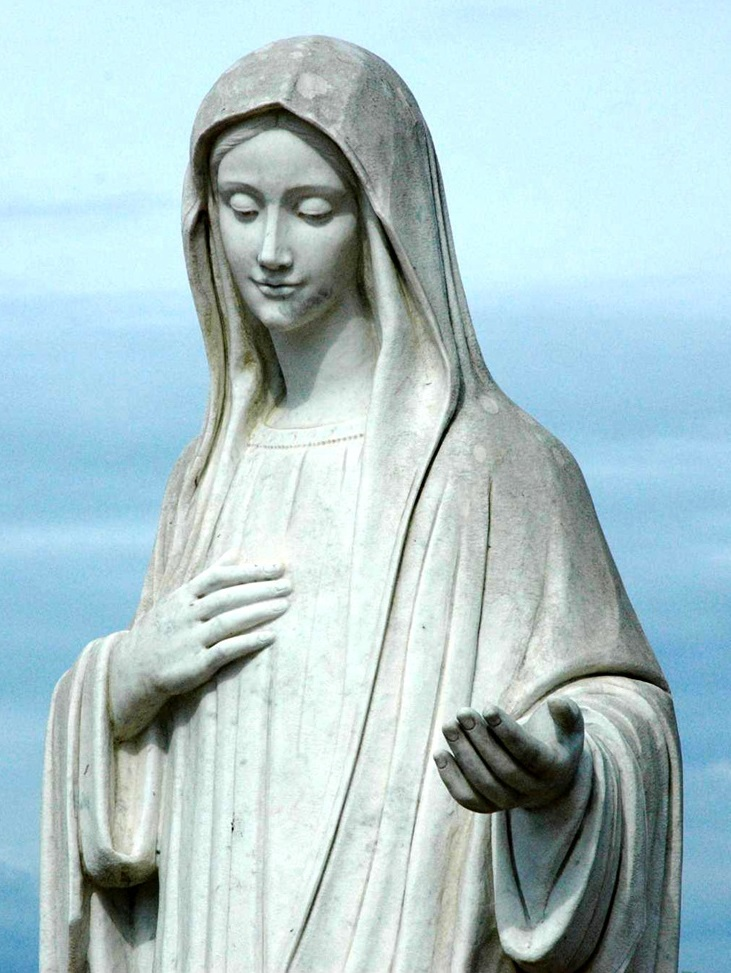

다음은 메주고리예의 성모(Our Lady of Medjugorje)에 대한 내용이다.

## 개요
1981년 6월, 당시 유고슬라비아의 “메주고리예”라는 작은 마을에 성모 마리아가 발현했다. 메주고리예에 나타난 성모 마리아의 기본 메시지는 바로 하느님과 화해하고 그분께로 다시 돌아와 평화의 구원을 받으라는 것이었다. 이후 성모 마리아는 클리자밧의 십자가 그늘 아래 살고 있는 6명의 어린아이들에게 매일 같은 모습으로 나타났다. 성모 마리아는 그분의 아들 예수님께서 부탁하신 말씀을 급히 전하러 오셨다고 한다. 병들고 죄악이 만연한 세상에서 회개하고 하느님과 새롭게 화해하라는 말씀을 전하라고 한 것이다.
6인 발현 목격자들 중 3명은 오늘날까지 성모 발현을 매일 겪고 있다. 이들은 메주고리예에 거주하는 비츠카(Vicka), 이탈리아 몬자에 사는 마리야(Marija), 미국에서 거주하며 메주고리예를 오가는 이반(Ivan)이다. 네 번째 발현 목격자는 미르야나(Mirjana)로, 매달 2일에 발현을 겪고 있는 것으로 전해지며, 나머지 두 명인 이반카(Ivanka)와 야콥(Jakov)은 일 년에 한 번 발현을 겪고 있다고 한다.
현재 수많은 사람들이 메주고리예 성모 마리아께 기도와 공경을 드리고 있으며, 수백만 명의 사람들이 성지순례를 위하여 메주고리예를 찾고 있다.

## 메주고리예에 대한 논란

### 유고슬라비아 주교단의 입장
1991년 4월 10일 자다르에서 유고슬라비아 주교회의는 메주고리예에 대한성명서를 발표했다. 조사를 한 결과 메주고리예가 초자연적발현과 계시와 무관하다고 확정적으로 말할 수 없다고 말하였다. 전 세계에서 수많은 사람들이 메주고리예로 모여 들고 있기 때문에 사목자들의 관심은 요청된다고 말하였다. 왜냐하면 메주고리예에서 성모 마리아께 대한 건강한 신심행위가 교회의 가르침에 따라 행해지고 있기 때문이다. 그리고 계속해서 메주고리예에 대한 조사를 이어갈 것이라고 발표하였다.

### 보스니아-헤르체고비나의 페리치 주교의 입장
2017년 2월 26일 페리치 주교는 교구 홈페이지를 통해서 성모 발현은 없었다는 것이 교구의 입장이라고 밝혔다. 페리치 주교는 6명의 목격자들을 면담한 기록을 확인한 결과, 이들의 목격담에는 의심의 여지가 많았다고 밝혔다. 그 이유는 첫째로 메주고리예의 성모님은 먼저 말을 걸어야 말을 했다는 것이며, 두 번째로는 어떤 질문에는 이상한 웃음을 내며 잠시 사라졌다가 다시 나타나기도 했다는 것이며, 세 번째로는 성모님은 목격자들과 사목자들의 요청에 따라 언덕 위에서 내려오기도 했다는 것이며, 네 번째로는 메주고리예 성모님은 얼마나 더 발현할지 모르고 있다는 것이며, 다섯 번째로는 목격자들이 베일을 밟거나 옷이나 몸을 건드릴 수 있도록 허용했다는 것이다. 이에 페리치 주교는 “이는 복음서에 나오는 성모의 모습이 아니다”라고 지적하며, 성모 발현이 없었다고 결론을 내렸다.

### 교황청의 현재 입장
교황청은 2019년 5월 12일에 메주고리예에 대한 순례를 공식적으로 허용하고 있다. 하지만 메주고리예에 대한 성모 발현의 진위에 대해 아직 조사하고 있으며 이것이 성모발현의 진실성에 대한 인정으로 받아들여서는 안된다라고 가르침을 내렸다. 다만, 지난30여년간의 통계를 볼 때에, 메주고리예 를 순례했던 이들의 신심이 더욱 깊어지고 올바른 방향으로 성장하고 있다는 결과를 받아들여, '영적 여정'으로서의 순례를 공식적으로 허용하게 되었다.

## 같이 보기
- 성모 발현
- 파티마의 성모